# Галотрофне озеро
Галотрофне озеро (від грец. háls — сіль, trophé — живлення) — озеро, яке характеризується високим вмістом мінеральних речовин і малим шаром гумусу на дні. Цей термін використовується в лімнологічній класифікації озер Естонії.

## Класифікація
У 1970-х роках естонський гідробіолог та лімнолог Ааре Мяеметс (1929—2002) розробив класифікацію, згідно з якою всі озера Естонії поділялись на 8 типів:
- оліготрофні (8 % від загальної кількості озер країни);
- семідистрофні (6 %);
- дистрофні (6 %);
- евтрофні та гіпертрофні (36-37 %);
- міксотрофні (36-37 %);
- сідеротрофні (0,2 %);
- галотрофні (1,4 %);
- алкалітрофні (2,6 %).

Запропонована типологія принципово відрізнялась від поширеної в науковій літературі класифікації, яка вимогливо базувалась на трофічному стані водойм. Основою типології Мяеметса є «акумуляційний тип», який враховує комплекс факторів, що впливають на озерну циркуляцію речовин. Надалі класифікація озер Естонії була розширена до 12 типів, серед яких залишився термін «галотрофне озеро».

## Опис
В Естонії можна виділити 7 лімнологічних областей, одна з яких — галотрофні озера Західної Естонії.
Галотрофні озера — це, як правило, частково або повністю відокремлені колишні морські бухти. Їх максимальна глибина не перевищує 1 метра. Теплим літом водойма може повністю висохнути.
Для галотрофних озер припливна морська вода (вплив сульфат- та хлорид-іонів) та морфометричні характеристики — основні фактори, що формують специфічну циркуляцію речовин у водоймі.
Біотоп галотрофного озера бідний за кількістю видів, хоча рослинний покрив великий. Домінуюча прибережна рослинність: харофіти, різноманітні види рдесників та уруть колосиста.